# Gavray
Gavray foi uma comuna francesa na região administrativa da Normandia, no departamento Mancha. Estendia-se por uma área de 20,74 km². Em 2010 a comuna tinha 1 988 habitantes (densidade: 95,9 hab./km²).
Em 1 de janeiro de 2019, passou a formar parte da nova comuna de Gavray-sur-Sienne.